# Antony Blinken
Antony John Blinken, ameriški politik in uradnik; * 16. april 1962, Yonkers, New York.
Blinkin je bil med letoma 2021 in 2025 71. državni sekretar Združenih držav Amerike. Pred tem je bil med letoma 2013 in 2015 namestnik svetovalca za nacionalno varnost in od leta 2015 do 2017 namestnik državnega sekretarja v mandatu predsednika Baracka Obame.
V času Clintonove administracije je Blinken med letoma 1994 in 2001 služboval v State Departmentu in na visokih položajih v ameriškem Svetu za nacionalno varnost. Bil je višji sodelavec Centra za strateške in mednarodne študije (2001-2002). Med letoma 2002 in 2008 je služboval kot direktor Demokratskega osebja odbora za zunanje odnose senata in v tem času podpirallinvazijo na Irak leta 2003. Bil je zunanjepolitični svetovalec za neuspešno predsedniško kampanjo Joeja Bidena leta 2008, nato pa je svetoval predsedniški tranziciji Obama – Biden.
Od leta 2009 do 2013 je bil namestnik pomočnika predsednika in podpredsednikov svetovalec za nacionalno varnost. Pozneje je bil od leta 2013 do 2015 namestnik svetovalca za nacionalno varnost in od leta 2015 do 2017 namestnik državnega sekretarja. Med svojim mandatom v administraciji Obame je pomagal oblikovati ameriško politiko do Afganistana, Pakistana in jedrskega programa Irana. Po odhodu iz vladne službe se je Blinken preselil v zasebni sektor in soustanovil svetovalno podjetje WestExec Advisors.

## Zgodnje življenje
Blinken se je rodil 16. aprila 1962 v Yonkersu v New Yorku judovskim staršem - mami Judith (Frehm) in očetu Donaldu M. Blinkenu, nekdanjemu veleposlaniku ZDA na Madžarskem. Njegovi stari starši po materini strani so bili madžarski Judje. Blinkenov stric Alan Blinken je bil ameriški veleposlanik v Belgiji. Njegov dedek po očetu, Maurice Henry Blinken, je bil zgodnji podpornik Izraela, ki je pomagal ustanoviti ameriški Palestinski inštitut in naročil študijo ekonomske izvedljivosti, ki je trdila, da je tam neodvisna judovska država ekonomsko upravičena. 
Blinken se je do leta 1971 šolal v Daltonu v New Yorku. Nato se je z mamo Judith in odvetnikom Samuelom Pisarjem, s katerim se je poročila po ločitvi od Donalda, preselil v Pariz. Pisar je bil edini, ki je preživel holokavst med 900 otroki svoje poljske šole. V Parizu se je šolal na École Jeannine Manuel.
Leta 1980 se je vpisal Harvardsko univerzo, kjer je leta 1984 diplomiral iz družbenih študij in sourejal tedensko umetniško revijo The Harvard Crimson. Blinken je približno leto dni po diplomi na Harvardu delal kot pripravnik za Novo republiko. Po diplomi je odvetniško službo opravljal v New Yorku in Parizu. Skupaj z očetom Donaldom je zbiral sredstva za Michaela Dukakisa, demokratskega kandidata na predsedniških volitvah v ZDA leta 1988.
Blinken je v svoji monografiji Ally versus Ally: America, Europe and the Siberian Pipeline Crisis (1987) zapisal, da je izvajanje diplomatskega pritiska na Sovjetsko zvezo med sibirsko naftno krizo manj pomembno za ameriške interese kot vzdrževanje močnih odnosov med ZDA in Evropo. Knjiga temeljil na Blinkenovi dodiplomski nalogi.

## Državni sekretar
Blinken je bil svetovalec za zunanjo politiko Bidenove predsedniške kampanje v letu 2020. Bloomberg News je 22. novembra 2020 poročal, da je Biden Blinkena izbral za svojega kandidata za državnega sekretarja. Govorice so kasneje potrdili v The New York Timesu. 24. novembra 2020 je Blinken, potem ko je že bil razglašen za Bidenovo izbiro za državnega sekretarja, izjavil, da "[vseh] svetovnih problemov ne moremo rešiti sami" in "[moramo] sodelovati z drugimi državami". Prej je v intervjuju za Associated Press septembra 2020 pripomnil, da se "demokracija umika po vsem svetu, žal pa se umika tudi doma, ker je predsednik dvakrat po štirih vzel svoje institucije, njene vrednote in ljudi vsak dan. " 
7. januarja je State Department diplomatom potrdil Bidenovo zmago. 8. januarja se je sekretar Mike Pompeo sestal s kandidatom za sekretarja Blinkenom. V senatnem odboru za zunanje zadeve so Blinkena potrdili s 15 glasovi proti trem. Blinken je bil 26. januarja z 78 do 22 glasovi potrjen za državnega sekretarja. Prisegel je še isti dan.

## Zunanjepolitična stališča
Leta 2015 je Blinken dejal, da sojenje med Turčijo in sirsko kurdsko YPG "niti ni predmet razprave", saj je Turčija "pomemben zaveznik ZDA". Kritiziral je odločitev predsednika Trumpa, da umakne ameriške čete iz severne Sirije.
Oktobra 2020 je Blinken nasprotoval pozivu turškega predsednika Recepa Erdogana k "rešitvi dveh držav na Cipru" in izjavil, da je Bidnova administracija zavezana k ponovni združitvi Cipra.
Blinken je 19. novembra 2020 izrazil zaskrbljenost zaradi poročil o stopnjevanju etničnih napetosti v etiopski regiji Tigray in pozval k mirni rešitvi konflikta.
Brexit označil za "popolno zmedo". Izrazil zaskrbljenost zaradi zaznanih kršitev človekovih pravic v Egiptu pod predsedstvom el-Sisijem. Obsodil je aretacijo treh uslužbencev organizacije egiptovske pobude za osebne pravice. Blinken je trgovinski dogovor predsednika Trumpa s Kitajsko označil za "debakel". Dodal je, da se je nerealno "popolnoma ločiti" od Kitajske. Izrazil je podporo "močnejšim gospodarskim povezavam s Tajvanom".

## Osebno življenje
Blinken je jud. Leta 2002 se je Blinken poročil z Evan Ryan. Na slovesnosti sta sodelovala tako rabin kot duhovnik katoliške cerkve Svete Trojice v Washingtonu. Govori angleško in francosko. Igra kitaro, tri njegove pesmi so na voljo na Spotifyju pod vzdevkom ABlinken (izgovarja kot " Abe Lincoln ").

## Objave
- Blinken, Antony J. (1987). Ally versus Ally: America, Europe, and the Siberian Pipeline Crisis. New York: Praeger. ISBN 0-275-92410-6. OCLC 14359172.[8]
- Blinken, Antony J. (2001). »The False Crisis Over the Atlantic«. Foreign Affairs (v angleščini). 80 (3): 35–48. doi:10.2307/20050149. JSTOR 20050149.
- Blinken, Antony J. (Junij 2002). »Winning the War of Ideas«. The Washington Quarterly (v angleščini). 25 (2): 101–114. doi:10.1162/01636600252820162. ISSN 0163-660X.
- Blinken, Antony J. (december 2003). »From Preemption to Engagement«. Survival (v angleščini). 45 (4): 33–60. doi:10.1080/00396330312331343576. ISSN 0039-6338.{{navedi časopis}}:  Vzdrževanje CS1: samodejni prevod datuma (povezava)